# Thaumatosmylus ornatus
Thaumatosmylus ornatus är en insektsart som beskrevs av Nakahara 1955. Thaumatosmylus ornatus ingår i släktet Thaumatosmylus och familjen vattenrovsländor. Inga underarter finns listade i Catalogue of Life.